# Le Sixième Jour (singolo)
Le Sixième Jour è un singolo della cantante italo-francese Dalida pubblicato nel 1986 da Carrere.
Il brano prende il nome dall'omonimo film di Youssef Chahine, nel quale la stessa Dalida ha recitato nel ruolo di protagonista.
Il disco è prodotto dal fratello della cantante Orlando e arrangiato dagli autori della musica, Michel-Yves Kochmann e Nicolas Dunoyer.

## Tracce
Lato A
1. Le Sixième Jour – 3:55 (testo: Michel Jouveaux – musica: Michel-Yves Kochmann, Nicolas Dunoyer; edizioni musicali Atalante)

Lato B
1. Le Sixième Jour (Instrumental) – 4:20 (musica: Michel-Yves Kochmann, Nicolas Dunoyer; edizioni musicali Atalante)